# Aprosopus buquetii
Aprosopus buquetii är en skalbaggsart som beskrevs av Guérin-Méneville 1844. Aprosopus buquetii ingår i släktet Aprosopus och familjen långhorningar. Inga underarter finns listade i Catalogue of Life.